# Відкритий чемпіонат США з тенісу 1969
Відкритий чемпіонат США з тенісу 1969 проходив з 28 серпня по 9 вересня 1969 року на трав'яних кортах  району  Форрест-Гіллс, Квінз. Нью-Йорк. Це був четвертий турнір Великого шолома календарного року. 

## Огляд подій та досягнень
Одразу два тенісисти завершили здобуття великого шолома. Род Лейвер здобув календарний великий шолом вдруге в найпрестижнішому чоловічому одиночному розряді, першого разу йому вдалося це зробити ще в аматорську еру, перед тим, як він перейшов у професіонали. Інший австралієць Кен Роузволл завершив здобуття кар'єрного великого шолома в парному розряді.
Для Рода Лейвера це був його 11-й одиночний грендслем, чемпіоном США він теж став удруге. 
У жінок Маргарет Корт утретє виграла чемпіонат США, а загалом це була її 16-та перемога в мейджорах.
Переможці змагання чоловічих пар Кен Роузволл та Фред Столл виграли, відповідно, свій 8-й та 10 титул Великого шолома, й 2-й та третій чемпіонат США.
У змаганні жіночих пар Франсуаз Дюрр виграла свій 4-й парний грендслем, вперше на кортах Нью-Йорка, а її партнерка Дарлін Гард виграла парні змагання в мейджорах 13-й раз і вшосте стала чемпіонкою США.
Маргарет Корт виграла 18-й мікст на турнірах Великого шолома, ушосте в Америці, Марті Ріссен здобув 3-й титул Великого шолома в міксті, але в США він переміг у цьому виді змагань уперше.

## Результати фінальних матчів

### Дорослі
| Одиночний розряд. Чоловіки Детальніше |                               |                      |
| Род Лейвер                            | Тоні Роч                      | 7–9, 6–1, 6–2, 6–2   |
|                                       |                               |                      |
| Одиночний розряд. Жінки Детальніше    |                               |                      |
| Маргарет Корт                         | Ненсі Річі                    | 6–2, 6–2             |
|                                       |                               |                      |
| Парний розряд. Чоловіки Детальніше    |                               |                      |
| Кен Роузволл Фред Столл               | Чарлі Пасарелл Денніс Релстон | 2–6, 7–5, 13–11, 6–3 |
|                                       |                               |                      |
| Парний розряд. Жінки Детальніше       |                               |                      |
| Франсуаз Дюрр Дарлін Гард             | Маргарет Корт Вірджинія Вейд  | 0–6, 6–4, 6–4        |
|                                       |                               |                      |
| Мікст Детальніше                      |                               |                      |
| Маргарет Корт Марті Ріссен            | Франсуаз Дюрр Денніс Релстон  | 7–5, 6–3             |
|                                       |                               |                      |

## Виноски
1. ↑  1969 US Open – Men's Singles. ATP. Архів оригіналу за 7 квітня 2014. Процитовано 19 серпня 2018.
2. 1 2 3  1969 US Open (PDF). WTA. Архів оригіналу (PDF) за 1 травня 2014. Процитовано 19 серпня 2018.
3. ↑  1969 US Open – Men's Doubles. ATP. Архів оригіналу за 7 квітня 2014. Процитовано 19 серпня 2018.